# Standard-Redewendungen für die Binnenschifffahrt
Die Standard-Redewendungen für die Binnenschifffahrt (englisch Standard Inland Navigation Communication Phrases) (SINCP) sind standardisierte Redewendungen für die Binnenschifffahrt in den Sprachen französisch, niederländisch, englisch und deutsch.
Die Redewendungen wurden unter dem Arbeitstitel „Riverspeak“ von Mitgliedern des Netzwerkes Education in Inland Navigation (EDINNA) gesammelt, um die Absprachen zwischen Binnenschiffen zu vereinheitlichen. Die Sammlung wurde anschließend dem Polizeiausschuss der Zentralkommission für die Rheinschifffahrt (ZKR) zur Prüfung vorgelegt. Mit den Änderungswünschen des Polizeiausschusses wurden daraus die Standard Inland Navigation Communication Phrases. Die ZKR empfiehlt die Anwendung im Binnenschifffahrtsfunk.
Das Schiffer-Berufskolleg RHEIN hat die SINCP in eine kostenlose mobile App umgewandelt. Sie enthält mehr als 1000 Einträge und trägt den Kurztitel LE SINCP. Übersetzungen sind zwischen allen vier Sprachen möglich und sie werden in der gewünschten Sprache auch laut vorgelesen.